# 1994 YT2
1994 YT2 är en asteroid i huvudbältet som upptäcktes den 25 december 1994 av de båda japanska astronomerna Seiji Ueda och Hiroshi Kaneda i Kushiro.
Den tillhör asteroidgruppen Vesta.